# 로베르트 구스타프손

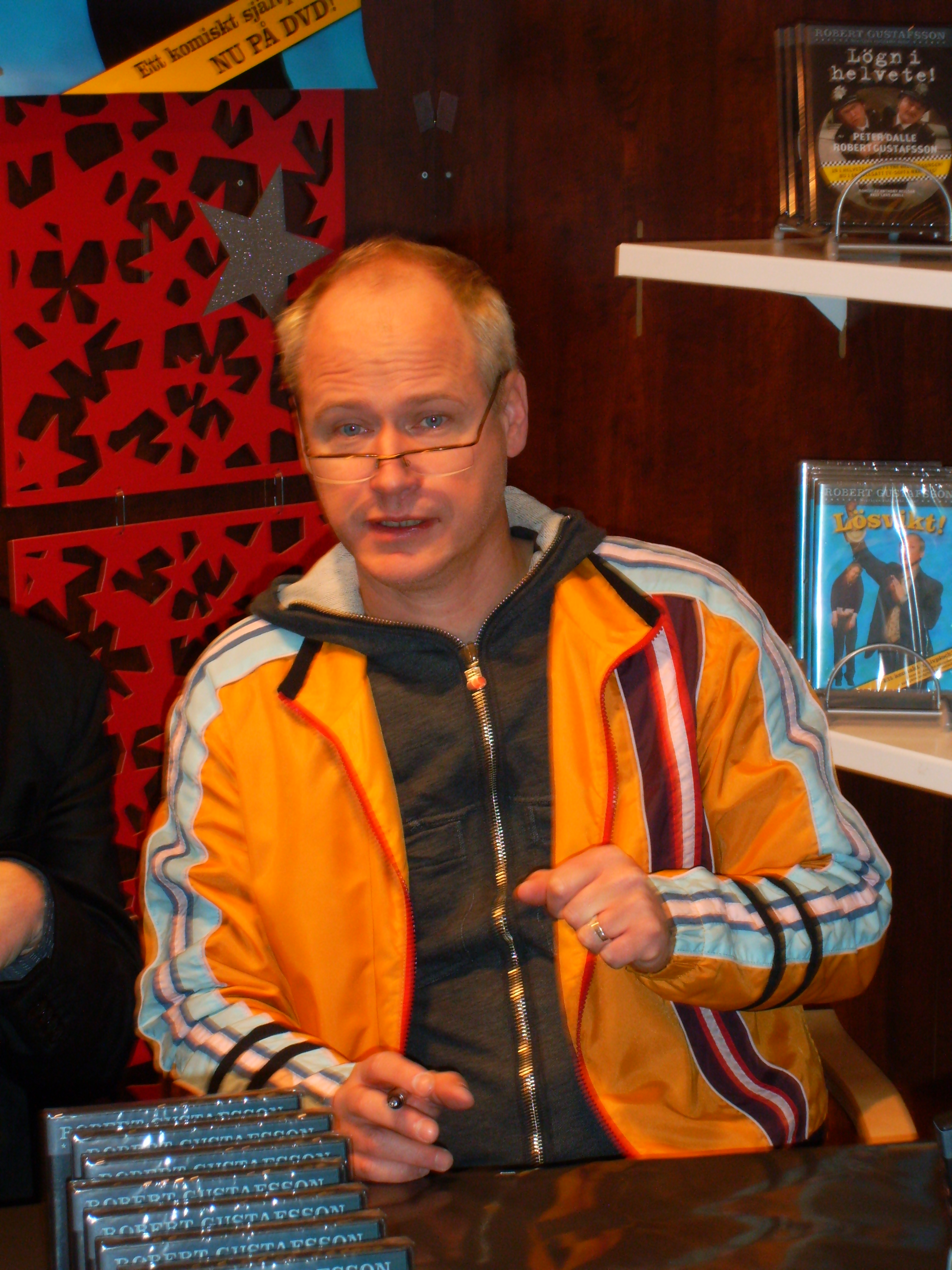

로베르트 구스타프손(스웨덴어: Robert Gustafsson, 1964년 12월 20일 ~ )은 스웨덴의 배우이다.
카트리네홀름에서 태어났다.

## 영화
- 돈 떼먹고 도망친 101세 노인 (2016년)
- 모란 오크 토비아스 - 더 무비 (2016년)
- 크리스마스 이즈 커밍 아웃 (2015년)
- 창문넘어 도망친 100세 노인 (2013년) - 알란 칼슨 역
- 포 섀드 오브 브라운 (2004년) - 크리스터/요한 역
- 일루시브 트랙스 (2003년)
- 글렌 킬링 파 그랜드 (2000년)
- 알프레드 (1995년)
- 수네스 썸머 (1993년) - 레페 역
- 드림 하우스 (1993년)
- 페리스 휠 (1993년) - 칼버그 역
- 언더그라운드 시크릿 (1991년)